# 81e régiment d'infanterie (France)
Pour les articles homonymes, voir 81e régiment.
Le 81e régiment d'infanterie (81e RI) est un régiment d'infanterie de l'armée de terre française, à double héritage, créé sous la Révolution à partir du régiment de Conti, un régiment français d'Ancien Régime, et du 6e régiment d'infanterie légère créé à partir des chasseurs Bretons.
Il est surnommé "Régiment de la flamme"", car il était chargé durant l’entre-deux-guerres d'entretenir la flamme du Soldat inconnu.

## Création et différentes dénominations
Le 81e régiment d’infanterie a la particularité, comme tous les régiments d’infanterie français portant un numéro entre 76e et 99e d’être l’héritier des traditions de deux régiments qui sont le 81e régiment d'infanterie de ligne et le 6e régiment d'infanterie légère.
- 1er janvier 1791 : Tous les régiments prennent un nom composé du nom de leur arme avec un numéro d’ordre donné selon leur ancienneté. Le régiment de Conti devient le 81e régiment d'infanterie de ligne ci-devant Conti.
- 1793 : La 81e demi-brigade de première formation n'a pas été créée
- 1796 : Création de la 81e demi-brigade de deuxième formation
- 1803 : Renommé 81e régiment d'infanterie de ligne
- 16 juillet 1815 : Comme l'ensemble de l'armée napoléonienne, il est licencié à la Seconde Restauration
- 1820 : Lors de la réorganisation des corps d'infanterie français en 1820, le 81e régiment d'infanterie de ligne n'est pas créé et le no 81 disparait jusqu'en 1854.
- 1854 : Lors de la dissolution de l'infanterie légère, le 81e régiment d’infanterie de ligne est recréé par le changement de nom du 6e régiment d'infanterie légère.
- 1882 : devient 81e régiment d'infanterie
- 1914 : à la mobilisation, le 81e RI donne naissance au 281e régiment d’infanterie
- 1940 : il prend le nom de 81e régiment d'infanterie alpine.

## Chefs de corps
- 25 juillet 1791 : François Joseph Pierre de Mondyon de Sassay[1]
- 1792 : colonel des Perrières
- 1792 : Morand du Puch (*)
- 8 mars 1793 : Joseph-Charles de Montredon[2]
- 1796 : chef de brigade Roland
- 1796 : chef de brigade puis colonel Michel Louis Joseph Bonté
- 1811 : colonel Terrier
- Le régiment n'existe plus
- 1855 : colonel Sutton de Clonard
- 1857 : colonel de Méri de La Carnogue
- 1863 : colonel de Potier
- 1866 : Auguste Colavier d'Albici (1820-1877)
- 1875 : colonel Fischer
- 1876 : colonel Barbier
- 1879 : colonel Séjourné
- 1885 : colonel Courtès
- 1888 : colonel Comoy
- 1888 : Eugène Émile Célestin Bac (1832-1901)
- 1890 : colonel Leroy
- 1895 : colonel Bourlois
- 1899 : colonel Vautier
- 1908-1912 : Paul Émile Diou (*)
- 1944-1945 : Gilbert de Chambrun
- 1974-1977 : colonel Eychenne
- 1980-1982 : Jean Mineur
- 1982-1983 : colonel Durtelle de Saint Sauveur

## Historique des garnisons, combats et batailles du81eRI

### 81erégimentd'infanterie de ligne (1791-1795)

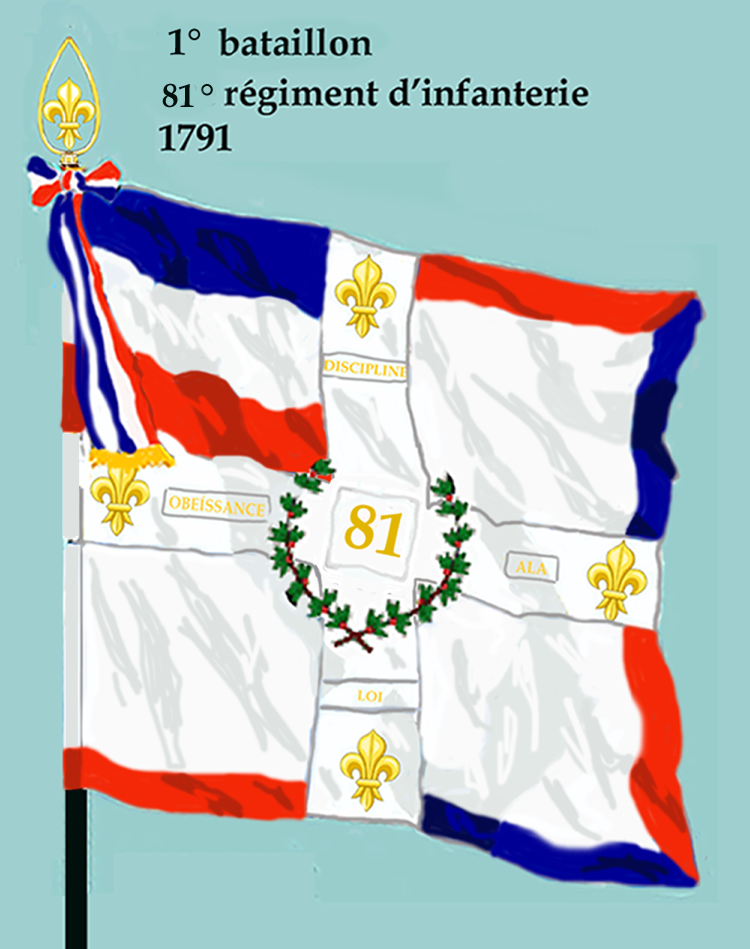
Drapeau du 1er bataillon du 81e régiment d'infanterie de ligne de 1791 à 1793
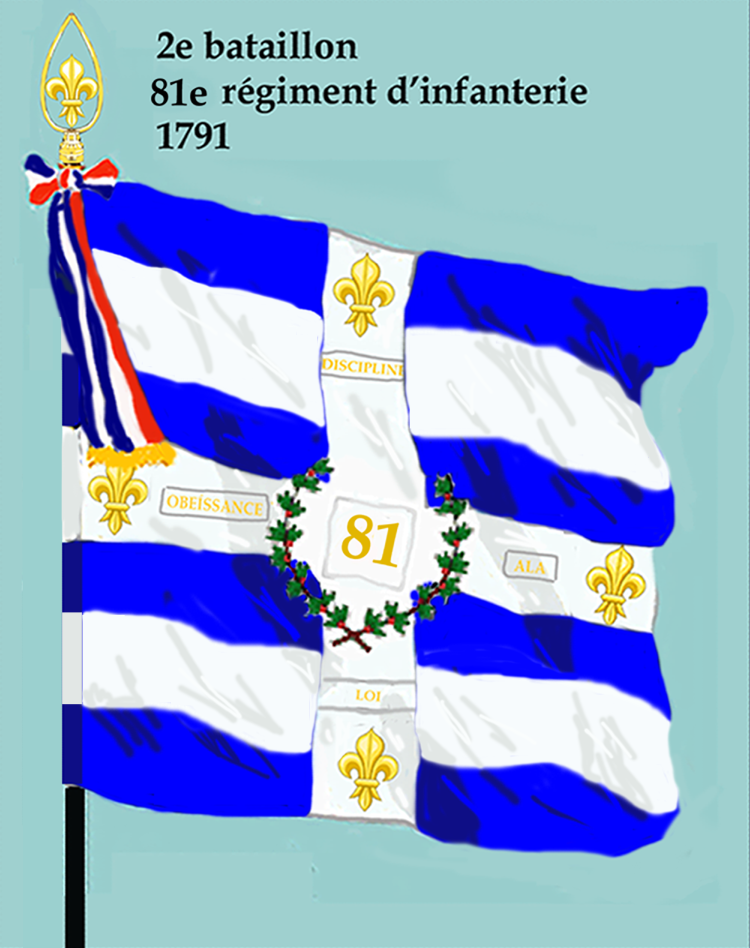
Drapeau du 2e bataillon du 81e régiment d'infanterie de ligne de 1791 à 1793

#### Guerres de la Révolution
L'ordonnance du 1er janvier 1791 fait disparaître les diverses dénominations, et les corps d'infanterie ne sont désormais plus désignés que par le numéro du rang qu'ils occupaient entre eux. Ainsi, 101 régiments sont renommés. Les régiments sont toutefois largement désignés avec le terme ci-devant, comme 81e régiment d'infanterie ci-devant Conti.

Chaque régiment n'eut plus qu'un drapeau aux couleurs rouge, blanc et bleu, ayant d'un côté cette inscription : Obéissance à la Loi et de l'autre le numéro du régiment et les noms des actions éclatantes où il s'était trouvé.

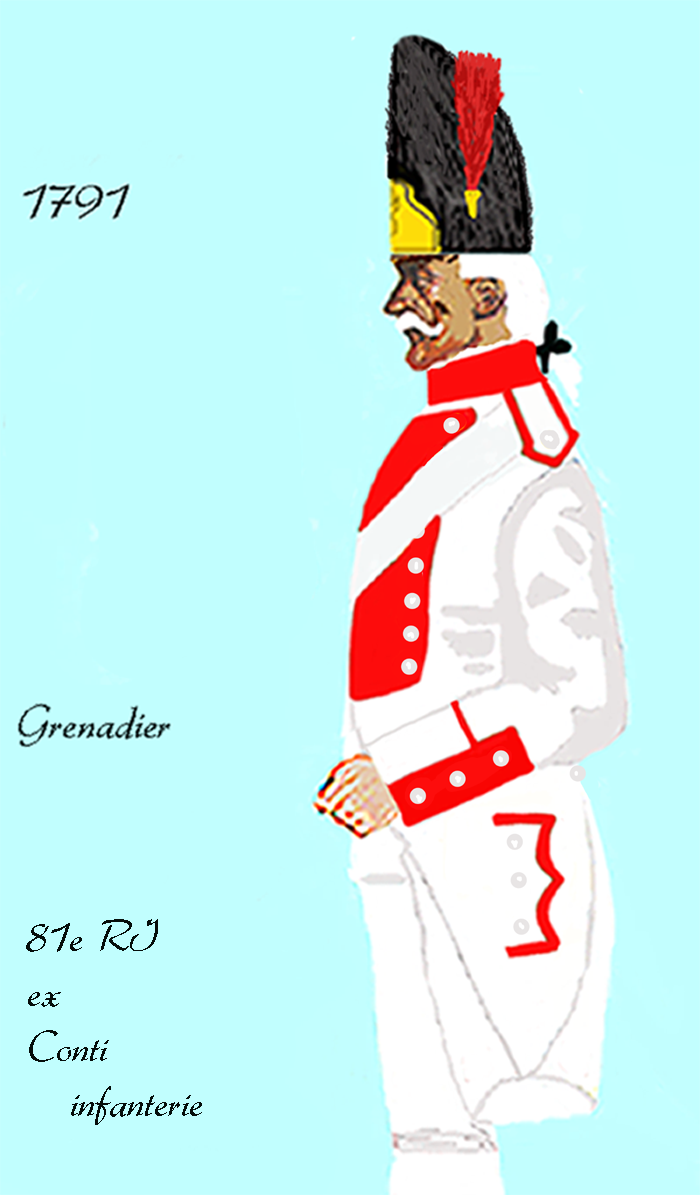
Grenadier du 81e régiment de ligne de 1791 à 1794

Sous la Révolution, le régiment participe aux batailles de :
Appelé dans l'Argonne pendant l'invasion prussienne, le 1er bataillon combat à Valmy, puis est mis en garnison à Metz avant de faire partie en 1793 de l'armée de la Moselle, puis aux armées des Ardennes et de Sambre-et-Meuse.

Le 2e bataillon contribua en 1792, sous Dumouriez, à la première conquête de la Belgique et passa l'hiver à Ruremonde. En février 1793, il suivit Dumouriez dans la pointe qu'il fit en Hollande, et il était le seul bataillon de ligne présent au fameux « camp des Castors » entre Moerdijk et Hooge en Lage Zwaluwe. Ce bataillon continua de servir à l'armée du Nord en 1794.
Conformément aux lois du 21 février, du 12 août 1793 et au décret de la Convention du 17 nivôse an II (8 janvier 1794), on s'occupait de l'embrigadement des troupes de ligne avec les bataillons de volontaires.
- Le 1er bataillon du 81e régiment d'infanterie, est amalgamé le 28 floréal an III (17 mai 1795), avec le 6e bataillon de volontaires de la Haute-Saône et le 5e bataillon de volontaires de l'Orne pour former la 149e demi-brigade de première formation.
- Le 2e bataillon du 81e régiment d'infanterie, est amalgamé le 1er fructidor an II (18 août 1794), avec le 1er bataillon de volontaires de l'Aisne et le 2e bataillon de volontaires des Basses-Alpes pour former la 150e demi-brigade de première formation.

Ainsi disparaît pour toujours le 81e régiment d'infanterie ci-devant Conti, partageant le sort de tous les régiments qui depuis deux siècles avaient défendu si intrépidement la patrie contre toutes les coalitions.

### 81edemi-brigadede première formation (1793-1795)
Conformément aux lois du 21 février, du 12 août 1793 et au décret de la Convention du 17 nivôse an II (8 janvier 1794), on s'occupait de l'embrigadement des troupes de ligne avec les bataillons de volontaires.

La 81e demi-brigade de première formation n'a pas été formée. Le 1er bataillon du 41e régiment d'infanterie (ci-devant la Reine) qui devait former le noyau de cette demi-brigade n'a pas été amalgamé. Le numéro 81 reste vacant.

### 81edemi-brigadede deuxième formation (1796-1803)

#### Guerres de la Révolution et de l'Empire
La 81e demi-brigade de deuxième formation est formée le 1er frimaire an V (21 novembre 1796) par l'amalgame des :
- 12e demi-brigade de première formation (2e bataillon du 6e régiment d'infanterie (ci-devant Armagnac), 9e bataillon de volontaires de la Manche et 12e bataillon de volontaires de la Manche)
- 1er bataillon du 32e régiment d'infanterie (ci-devant Bassigny) (Non amalgamé et qui devait former le noyau de la 63e demi-brigade de première formation)
- 2e bataillon du 32e régiment d'infanterie (ci-devant Bassigny) (Non amalgamé et qui devait former le noyau de la 64e demi-brigade de première formation)
- Dépôt du 1er bataillon du 37e régiment d'infanterie (ci-devant Maréchal de Turenne)
- Dépôt du 2e bataillon du 37e régiment d'infanterie (ci-devant Maréchal de Turenne)
- 1er bataillon du 82e régiment d'infanterie (ci-devant Saintonge) (Non amalgamé et qui devait former le noyau de la 151e demi-brigade de première formation)
- 1er bataillon de volontaires de la Seine-Inférieure

Les 1er et 3e bataillons sont faits prisonniers de guerre en Irlande lors du combat naval de l'île de Toraigh le 12 octobre 1798.
Un détachement de la demi-brigade sera utilisé pour former à Besançon le 25 nivôse an VII (14 janvier 1799), la 101e demi-brigade de deuxième formation. 
Le 2e bataillon, embarqué sur l'escadre de l'amiral Bruix le 17 avril 1799, arrive au Cap en octobre 1800.

### 81erégimentd'infanterie de ligne (1803-1815)

#### Guerres de l'Empire
Par décret du 1er vendémiaire an XII (24 septembre 1803), le Premier Consul prescrit une réorganisation de l'armée française. Il est essentiel de faire remarquer, pour faire comprendre comment, souvent le même régiment avait en même temps des bataillons en Allemagne, en Espagne et en Portugal, ou dans d'autres pays de l'Europe, que, depuis 1808, quelques régiments comptaient jusqu'à 6 bataillons disséminés, par un ou par deux, dans des garnisons lointaines et dans les diverses armées mises sur pied depuis cette date jusqu'en 1815.

Ainsi, le 81e régiment d'infanterie de ligne est formé à 3 bataillons avec la 1er, 2e et 3e bataillons de la 81e demi-brigade de deuxième formation.
Le 81e régiment d'infanterie de ligne fait la campagne de l'an XII (1803) à l'armée d'Italie, celle de l'an XIII (1804) à l'armée de Réserve et sur la flottille du Havre, celle de l'an XIV (1805) à l'armée d'Italie avec laquelle il est engagé aux opérations en Italie du Nord et à la campagne d'Autriche et participe aux batailles de Caldiero, d'Elchingen et le 2 décembre à la bataille d'Austerlitz.
En 1806 il est au 8e corps de la Grande Armée, aux armées d'Italie et de Dalmatie et se trouve à la campagne de Prusse et de Pologne et participe le 14 octobre à la bataille d'Iéna.
Durant la campagne de 1807, il est le 8 février engagé à la bataille d'Eylau puis durant celles de  1808 et 1809 il est affecté aux armées de Naples et de Dalmatie, à celle de 1810 aux armées d'Illyrie et d'Italie, celles de 1811 et 1812 à l'armée de Catalogne et au corps d'observation de réserve, celle de 1813 aux armées de Catalogne, d'Aragon et au 4e corps de la Grande Armée avec lequel il effectue la campagne d'Allemagne et se trouve du 16 au 19 octobre à la bataille de Leipzig
En 1814 affecté aux armées des Pyrénées il se trouve durant la guerre d'indépendance espagnole engagé le 27 février à la bataille d'Orthez puis à l'armée de Lyon ou il est fait prisonnier de guerre.
Après l'exil de Napoléon Ier à l'île d'Elbe une ordonnance de Louis XVIII en date du 12 mai 1814 réorganise les corps de l'armée française. Ainsi 90 régiments d'infanterie sont renumérotés, et le 81e prend le no 70.

À son retour de l'île d'Elbe, le 1er mars 1815, Napoléon Ier prend le 20 avril 1815 un décret qui rend aux anciens régiments d'infanterie de ligne les numéros qu'ils avaient perdus.
En 1815 il est au 8e corps de la Grande Armée.
Après la seconde abdication de l'Empereur, Louis XVIII réorganise de l'armée de manière à rompre avec l'héritage politico-militaire du Premier Empire.
À cet effet une ordonnance du 16 juillet 1815 licencie l'ensemble des unités militaires françaises.
Son numéro reste vacant jusqu'en 1854.

### 81e régiment d'infanterie de ligne  (1854-1882)

#### Second Empire
Le décret du 24 octobre 1854 réorganise les régiments d'infanterie légère les corps de l'armée française. À cet effet le 6e régiment d'infanterie légère prend le numéro 81 et devient le 81e régiment d'infanterie de ligne.
81e régiment d'infanterie
Dès sa transformation en régiment de ligne, le régiment a participé :
- à la campagne de Crimée (1855/1856) ;
- Par décret du 2 mai 1859 le 81e régiment d'infanterie fourni 1 compagnie pour former le 101e régiment d'infanterie de ligne ;
- à la conquête de l’Algérie (1859-1862)  le Maroc (1859), la Kabylie (1860) ;
- expédition du Mexique (1862-1867), dont en 1863, la bataille de Puebla, inscrite sur le drapeau ;
- Durant la guerre de 1870, le régiment a participé aux batailles de :
  - Forbach ;
  - Gravelotte ;
  - Saint-Privat,

subissant de lourdes pertes et de nombreux soldats faits prisonniers en Allemagne.
- Le 16 août 1870, le 4e bataillon, formé, pour la plupart, de nouveaux arrivants, quitte le dépôt pour créer le 11e régiment de marche qui formera la 2e brigade de la 2e division du 13e corps d'armée[5]
- Le 17 novembre 1870 eut lieu le combat de Torçay où fut engagé une compagnie de marche du 81e RI qui composait le 36e régiment de marche[réf. nécessaire].
- Le 6 janvier 1871, la compagnie de marche du 81e RI qui composait le 36e régiment de marche est engagé dans l'affaire du Gué-du-Loir[réf. nécessaire].

### 1871 à 1882
Le 27 mars 1871, des éléments du régiment rentrant de captivité sont amalgamés avec d'autres éléments de diverses unités pour former le 1er régiment d'infanterie provisoire.
Reconstitué le 1er octobre 1871, le régiment est envoyé en Algérie. Il stationne dans l'algérois à Batna puis Cherchell en 1871, et dans le Sud Oranais d'avril 1881 à février 1888.

### 81erégimentd'infanterie  (Depuis 1882)

#### 1882 à 1914
De retour en France, il a été en garnison à Marseille, Toulon, Sète (1876/1879), Rodez (1879/1897), Montpellier (de 1905 à la déclaration de la guerre de 1914).
- 1881 à 1888 : en Algérie, campagne dans le sud orannais.

- 1907 : envoyé en maintien de l’ordre durant la révolte des vignerons du Languedoc en 1907, il est posté pour arrêter les 500 mutins du 17e. Le général Lacroisade, qui le commande, n’ose cependant pas faire ouvrir le feu, et les mutins traversent les rangs du 81e librement[7].

#### Première Guerre mondiale

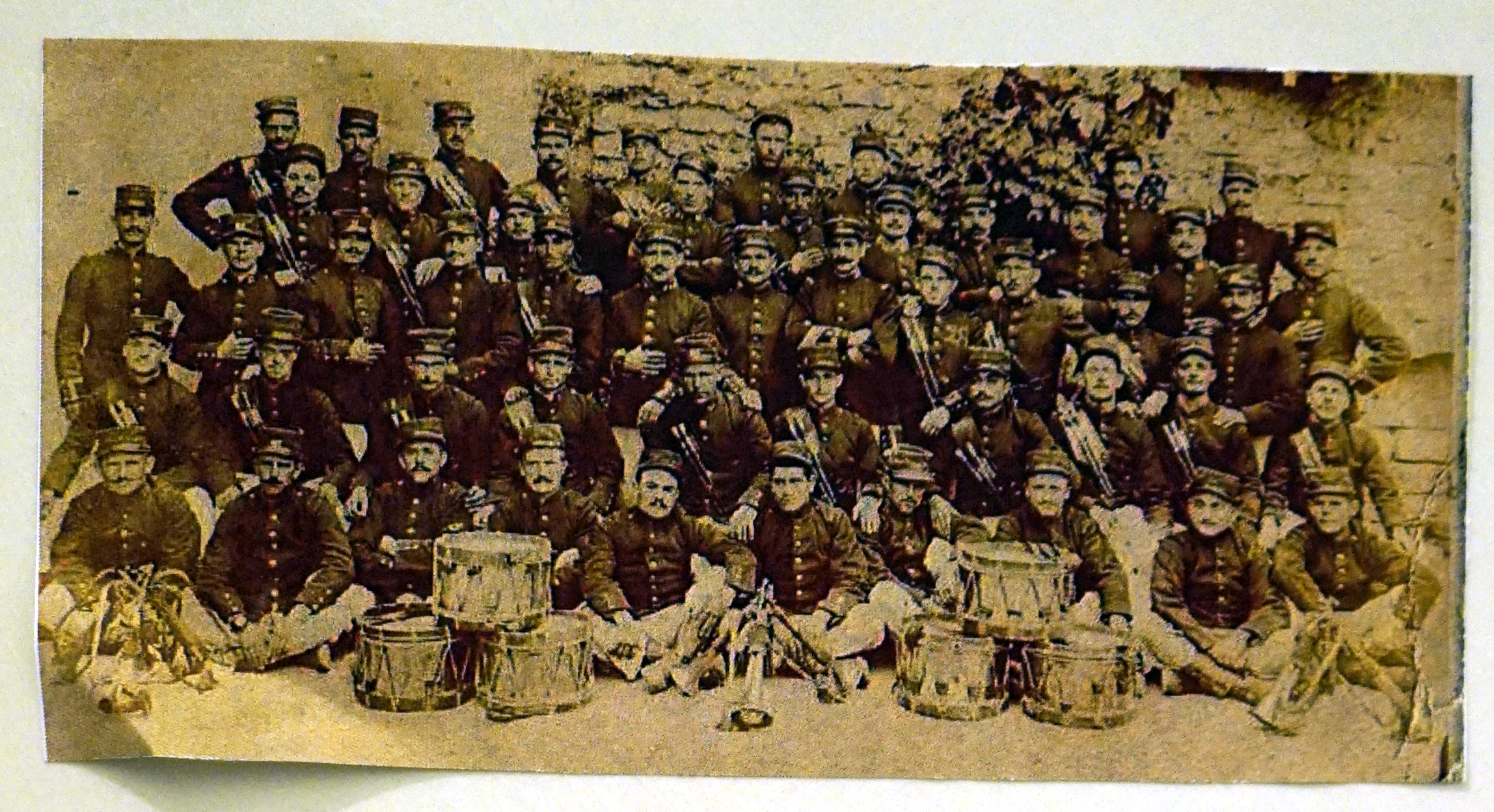
La musique du 81e.

En 1914 casernement : Montpellier, le 81e rattaché à la 61e brigade d’infanterie, 31e division d’infanterie (durant toute la guerre), 16e corps d'armée (France).
Sous les ordres respectifs du colonel Aubert, du lieutenant colonel Louis, du colonel Ganter et du colonel Rondenay.

##### 1914
- En 1914 à Morhange,
- Août, Bataille de la trouée de Charmes,
- Nancy, Toul, Beaumont, Bernécourt, Flirey.
- Première bataille d'Ypres.

##### 1915
- 25 septembre-6 octobre : seconde bataille de Champagne, à Beauséjour, la Vistule et la cote 193.

##### 1916

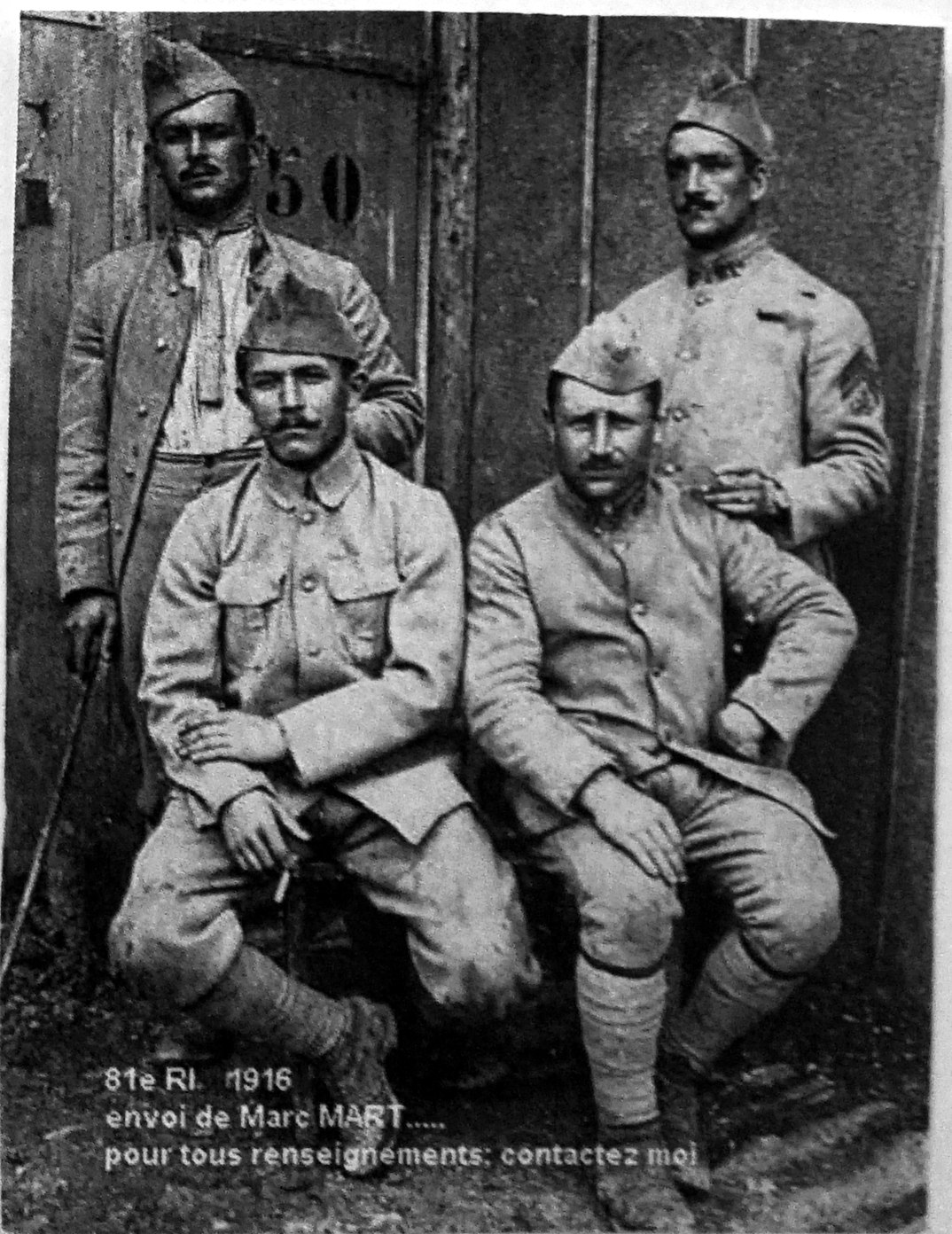
Soldats du en 1916.

En 1916 à Verdun, Thiaumont, Fleury.

##### 1917
En 1917 à Verdun, le Mort-Homme.

##### 1918
En 1918 à Monts de Flandres, Leers, l'Ailette, Landricourt, Guinay Basse, la Serre, Mortiers.
Il termine la guerre avec quatre citations à l'ordre de l'armée et la fourragère aux couleurs du ruban de la médaille militaire sur son drapeau où sont inscrites les batailles suivantes :
MARENGO - IENA - ISLY - PUEBLA - La MONTAGNE - Le MORT-HOMME - FLANDRES - La SERRE

##### 1919
Début 1919, il est envoyé en garnison à Laval.

#### Entre-deux-guerres
De 1919 à 1939, il a été en garnison à Montpellier.
En 1923, il a reçu le surnom de régiment de la flamme. À ce titre, le 81e RI est chargé d'alimenter la flamme au soldat inconnu à Paris.
Il est affecté à la surveillance des militaires espagnols en exode (Retirada) en février-mars 1939, à Prades.

#### Seconde Guerre mondiale
Formé le sous le nom de 81e RIA à Montpellier et Béziers sous les ordres du lieutenant-colonel Henri Verdier puis le commandant Félix Paulinier (12 juin 1940), il appartient à la 31e division d'infanterie alpine.
En juin il est repoussé d'Abbeville jusque sur la Seine. Le 11 juin 1940, le chef de corps a été tué à l'ennemi. L'ordre de mettre bas les armes étant donné, une partie des hommes est parvenue à s'embarquer en Angleterre tandis que le reste a été fait prisonnier en Allemagne.
Le drapeau du 81e sauvé par le capitaine Rolland est ramené à Montpellier par le capitaine chef de musique Renondou.
Les rescapés du 81e RIA ont alors formé, à Montpellier le régiment d'infanterie de l'Hérault, dissous en 1942.
À la suite de la dissolution du régiment en novembre 1942, beaucoup d'officiers et de sous-officiers en congé d'armistice entrent dans l'armée secrète.
Le commandant Lemerre, arrêté et déporté, meurt dans un camp de concentration en Allemagne, le colonel Guillaud commandant le régiment et le lieutenant Pruneta sont fusillés le 27 juin 1944 à Toulouse.
En août 1944, le régiment est reconstitué pour former la Brigade du Languedoc constituée de trois bataillons provenant des Forces françaises libres (FFI), des Francs tireurs partisans (FTP) et des maquis de l'Hérault, de Lozère, d'Aveyron et de l'Aude. En décembre 1944, ces trois bataillons sont mis à la disposition de la 9e division d'infanterie coloniale (9e DIC) en Alsace du colonel Salan. De janvier 1945 à avril 1945, le régiment a participé à la bataille d'Alsace, a passé le Rhin, parvenant en Autriche au prix de nombreuses victimes.
Son commandant, le colonel Gilbert de Chambrun depuis le 25 décembre 1944, est emprisonné six semaines au printemps 1945 pour avoir refusé de rejoindre son administration d'origine, préférant rester dans l'armée. En fait il refusait de dissoudre dans d’autres régiments son groupe d’ancien FTP, FFI et résistants du Languedoc au nom de «l’amalgame» imposé par le maréchal Jean de Lattre de Tassigny.

#### De1945à nos jours

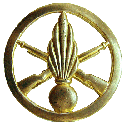
Insigne de béret de l'infanterie.

Le régiment reste en Allemagne jusqu'en 1946 et rejoint Montpellier pour y être dissous en avril 1950.
La Guerre d'Algérie puis soutien de l'EAI de Montpellier. Le 1er décembre 1956, l'unité est recréé et engagée en Algérie en devenant le 81e BI stationné à Chéria (ZEC, 25e DP, secteur de Tébessa) puis dissout le 1er janvier 1959.
Recréé sous l'appellation de 81e RI (en absorbant entre autres des éléments du I/137 RI) redevenant 81e RIA en Kabylie.
- Au cessez-le-feu du 19 mars 1962 en Algérie, le 81e RIA constitue comme 91 autres régiments, les 114 unités de la Force Locale. Le 81°RIA RI forme une unité de la Force locale de l'ordre Algérienne, la 419e UFL-UFO Chekfa, composée de 10 % de militaires métropolitains et de 90 % de militaires musulmans, qui pendant la période transitoire devait être au service de l'exécutif provisoire algérien, jusqu'à l'indépendance de l'Algérie. (Accords d'Evian du 18 mars 1962).
Le cessez-le-feu voit la redissolution de ce régiment.

En 1967, reprenant le nom de régiment d'infanterie, il s'est installé à Sète (caserne Vauban) jusqu'en 1983.
En 1983, il est transféré à Montpellier en tant que bataillon de soutien de l'École d'application de l'infanterie (EAI, mais en conservant son nom. Au fil des restructurations, son volume baisse régulièrement et il porte successivement les noms suivants : 81e régiment d'infanterie, 81e régiment d'infanterie de commandement et de soutien, 81e bataillon d'infanterie, 81e bataillon de soutien, 81e compagnie de transport et de soutien, puis enfin "compagnie de services des écoles, 81e régiment d'infanterie".
Le 81e RI, sous forme de compagnie des services, est dissous en 2010.

## Drapeau
Il porte, cousues en lettres d'or dans ses plis, les inscriptions suivantes :
- Valmy 1792
- Marengo 1800
- Iéna 1806
- Isly 1844
- Puebla 1863
- La Mortagne 1914
- Mort-Homme 1917[10]
- Flandres 1918[11]
- La Serre 1918

## Décorations
- Sa cravate est décorée de la Croix de guerre 1914-1918  avec quatre citations à l'ordre de l'armée.

- Il a le droit au port de la fourragère aux couleurs du ruban de la Médaille militaire.

## Traditions et uniformes

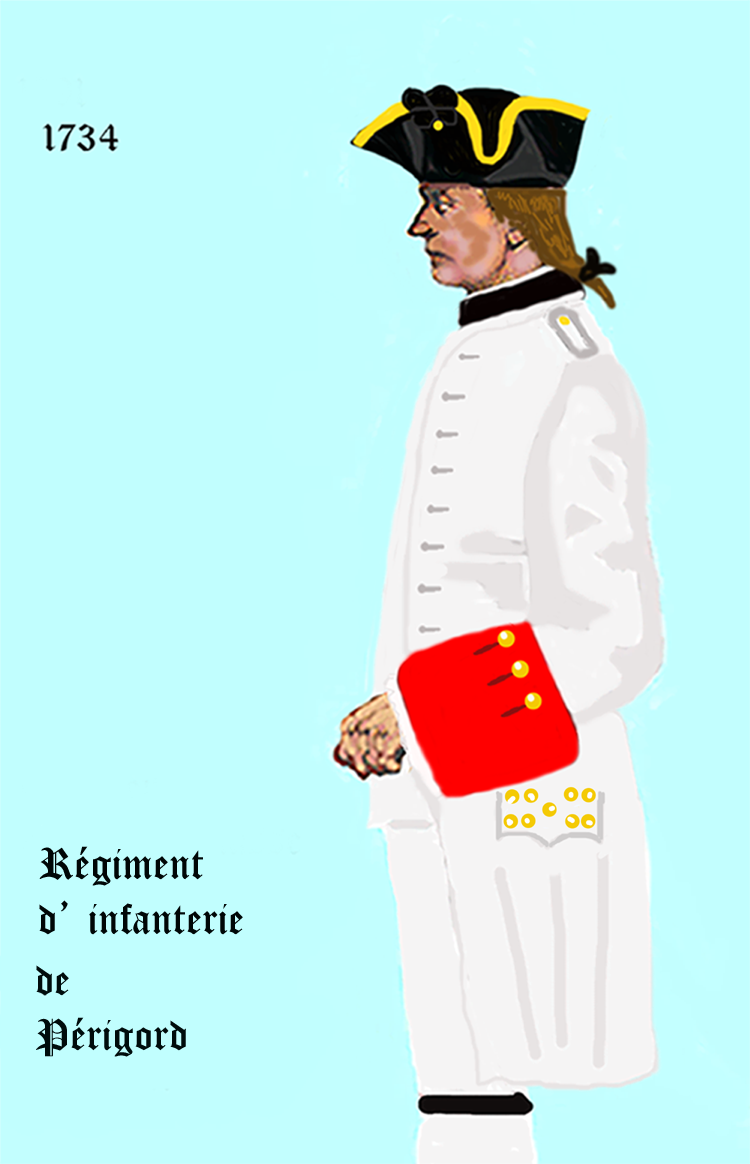
1734-1757.
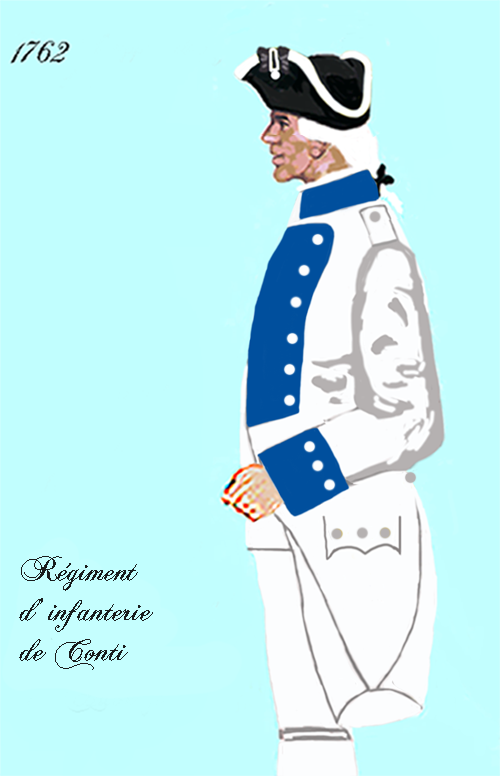
1762-1776.
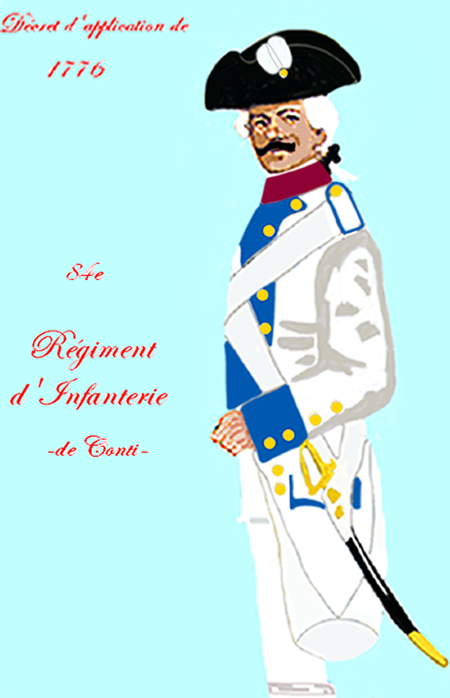
1776-1779.
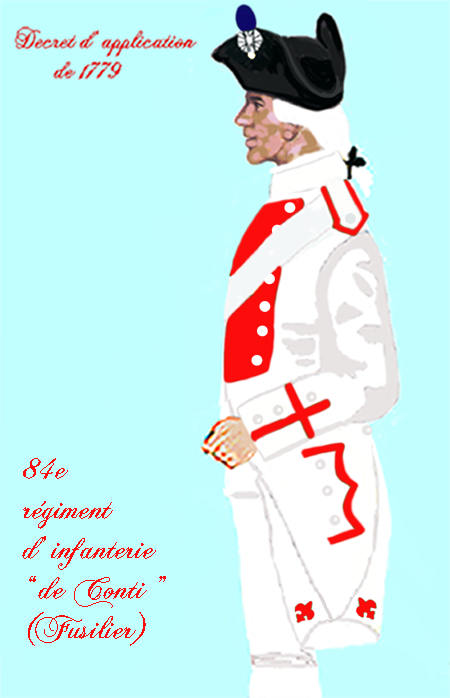
1779-1791.
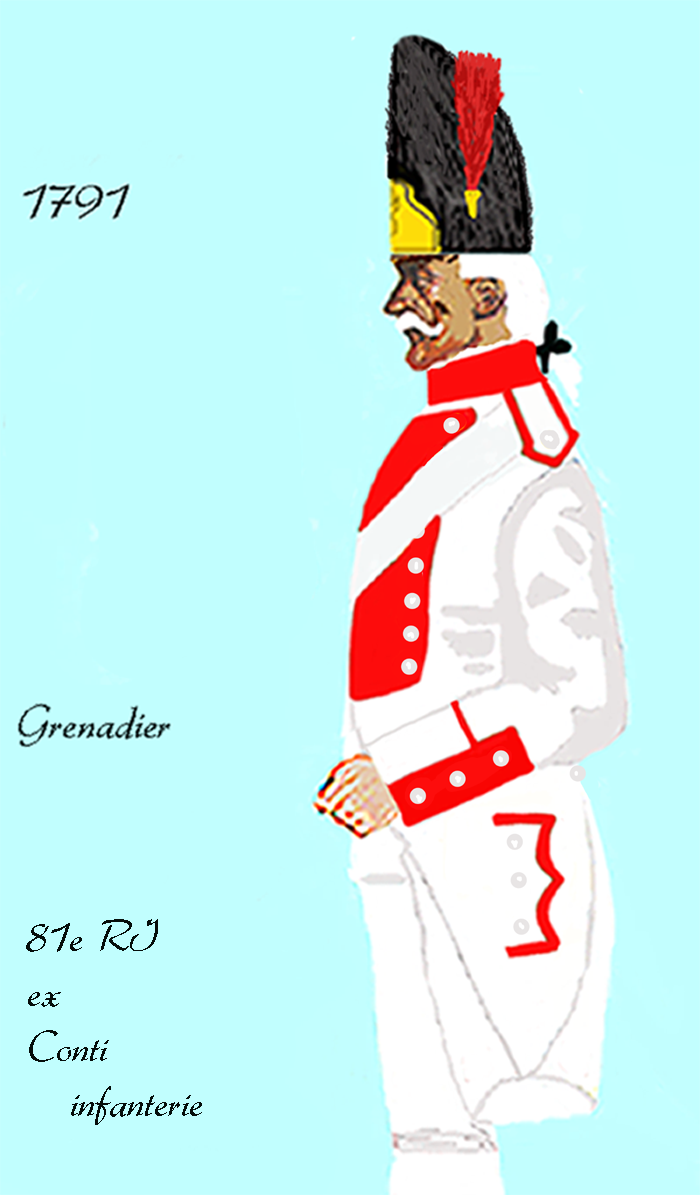
1791-1792.
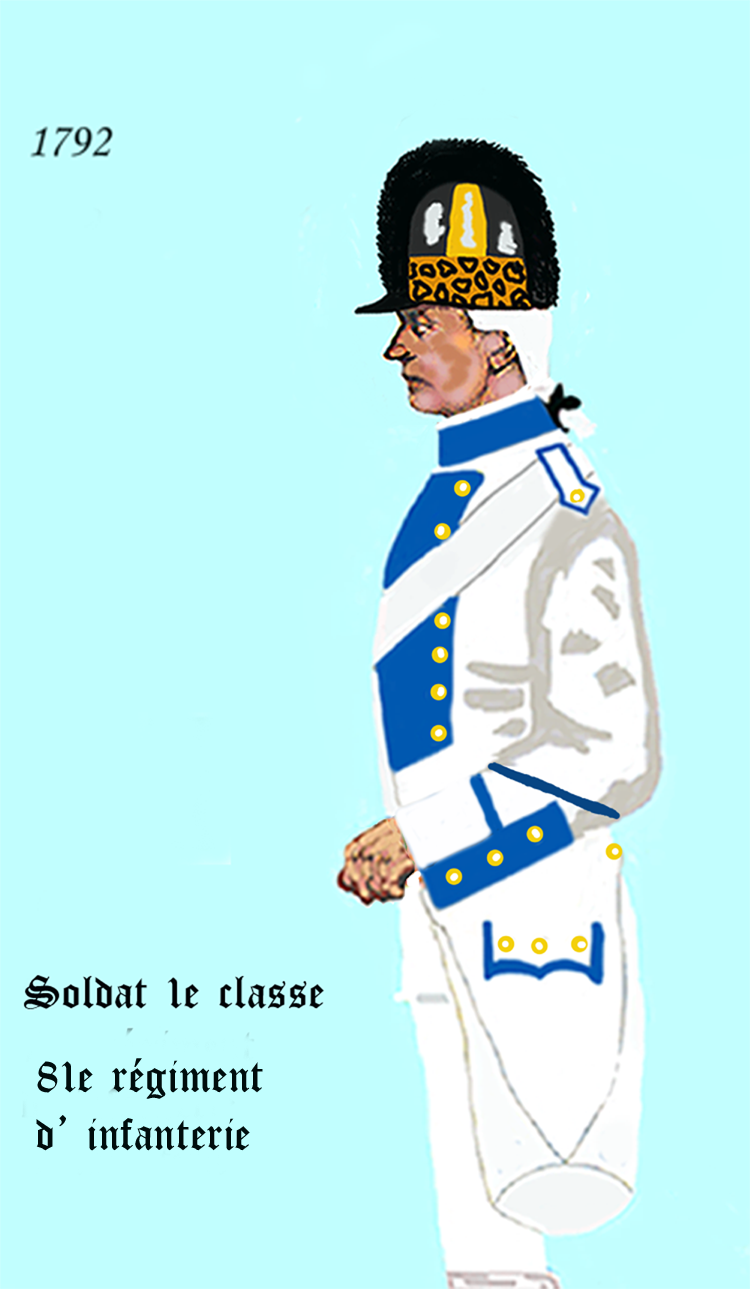
1792-1794.

## Personnalités ayant servi au81eRI
- Pierre Louis d'Arnauld (1771-1832), général d'empire, chef de bataillon « à la suite » de la 81e demi-brigade de ligne le 25 prairial an VI
- Édouard Bolgert alors lieutenant
- Michel Brayer alors commandant
- Gilbert de Chambrun (1909-2009), alors colonel FFI, résistant, diplomate et homme politique
- Raphaël Lavaud, joueur international de rugby à XV
- Pierre Le Roy de Boiseaumarié, fondateur de l'INAO et président de l'OIV
- Philippe Ginestet (1905-1962), général, alors sous-lieutenant
- Alexandre Villaplane (1904-1944), joueur international de football, officier SS, alors appelé

## Sources et bibliographie
- Historique des garnisons, combats et batailles du 81e RI d’après l’ouvrage édité en 1992, dont le capitaine J.-L. Vielle, ancien officier du 81e RI, est l’auteur, d'après un historique du capitaine Paul Gremillet.
- À partir du Recueil d'Historiques de l'Infanterie Française (Général Andolenko - Eurimprim 1969).
- Historique du 81e RI de 1914-1918 sur le site Mémoire des hommes
- Nos beaux régiments. Le 81e régiment d'infanterie (quatre citations). Gerbéviller. Ypres. Beauséjour. Verdun. Mort-homme. Locre. La Serre, Montpellier, Impr. Firmin et Montane, 1920, 104 p., lire en ligne sur Gallica.